# Романова Галина Федорівна
Галина Федорівна Романова (25 жовтня 1918 — 19 серпня 1944) — радянський лікар, учасниця німецько-радянської війни, діячка антифашистської організації «Інтернаціональний союз».

## Біографія
Народилася 25 жовтня 1918 року в селі Романкове (нині історичний район міста Кам'янське). Батько — Федір Петрович Романов. Мати — Ірина Павлівна Романова.
У 30-й школі навчалася протягом семи років, потім у медичному училищі й Дніпропетровському медичному інституті. Вступила до комсомолу, та незабаром була виключена як донька ворога народу: Її батько, звинувачений у контрреволюційній діяльності, був розстріляний 10 червня 1937. Тільки дивом Галину не виключили з інституту. Медінститут евакуювали в Ставрополь у серпні 1941 року, а Галина вже була на п'ятому курсі навчання.
З дозволу генерального комісара округу Дніпропетровська Ніколауса Зельцнера, деякі навчальні заклади Дніпропетровська продовжили працювати (в тому числі Державний університет), і 24 січня 1942 відділ охорони здоров'я обласної управи повідомив декана медичного факультету В. Архангельського про продовження занять на випускному курсі (медичний факультет був найчисленніший в Державному університеті). Галина усвідомлювала, що її обов'язково заберуть до Німеччини на примусові роботи, але продовжувала навчатися. 1 липня 1942 вона вже як володарка диплома лікаря в складі групи медиків з 125 осіб вирушила до Німеччини: протягом місяця вона проходила практику в Єнському університеті. Після закінчення практики призначена табірним лікарем в Берліні, пізніше працювала у Вільдау. Переважно лікувала остарбайтерів, які прибували на примусові роботи.
Галина проживала на квартирі в німкені й підтримувала зв'язок з матір'ю, якій німецька влада обіцяла матеріальну допомогу, а донька регулярно відправляла листи на батьківщину. Однак з грудня 1942 року вона почала працювати в Оранієнбурзі, куди відправляли молодь з окупованих європейських країн. Вона допомагала всім постраждалим на виробництві, а також боролася з апатією серед молоді. З часом Романова почала усвідомлювати реалії життя остарбайтерів у Німеччині, зокрема жорстоке поводження та важкі умови праці. Вважається, що ще під час навчання Галина встановила зв'язок з антифашистським підпіллям Дніпропетровської області (в тому числі й із Дніпродзержинським).
У травні 1943 року Галина вступила в антифашистський «Інтернаціональний союз», утворений в квітні 1943 року і ведений старостою табору фірми «Шварцкопф», якого звали Микола Романенко. Романенко влаштував їй зустріч з берлінським хіміком Костянтином Задкевічем, який емігрував з Росії, і вони подружилися. Задкевіч попереджав, що війна наближається до кордонів Німеччини, і потрібно зробити все можливе, щоб радянська влада не влаштовувала розправу над остарбайтерами, а визнала їх героями Руху Опору. Вже потім Костянтин стверджував, що після зустрічі з антифашистами «знову відчув себе росіянином». Завдяки Костянтину Галина зустрілася з ще одним діячем антифашистського підпілля, доцентом медичного факультету Берлінського університету Георгом Гроскуртом, який входив до складу ще однієї антифашистської організації соціалістичного спрямування. Гроскурт читав лекції в Єнському університеті для лікарів зі Східної Європи і викликав довіру Галини.
Пізніше Галина познайомилася з низкою французьких і бельгійських робітників, готових діяти і боротися за перемогу антигітлерівської коаліції. За пропозицією керівництва члени «Міжнародного» і «Європейського союзів» стали складати зашифровані листи: в радянську групу увійшли Микола Романенко, Галина Романова, Олександр Хомля, Петро Зозуля, Іван Лесик і Михайло Занчаровський. Передавати листи повинен був адміністратор готелю «Брістоль» швед Гульбрінг в посольства СРСР і Франції в Швеції: вручав їх особисто Задкевіч.
Однак 4 жовтня 1943 Задкевіча заарештувало гестапо, і той видав усіх змовників. Через два дні гестапо заарештувало всіх членів організації. Галину кинули до в'язниці Герден (Бранденбург), а незабаром інспектор з кримінальних справ з Берліна, гестапівець Габекер передав справу до суду — Галину тут же перевели в Пльотцензее.
18 лютого 1944 генеральний прокурор Ернст Лауц оголосив обвинувальний акт, у якому всіх заарештованих звинувачували в антидержавній діяльності та спробі допомоги військово-політичним противникам Третього рейху. Суд звинуватив Романову у вербуванні робітників до антифашистського підпілля та підтримці зв'язків із підпільними групами. 27 квітня 1944 голова трибуналу суддя Роланд Фрайслер (він пізніше судив Юліуса Фучика і учасників змови 20 липня 1944) засудив до смерті шість чоловік: серед них була й Галина Романова. Перед виконанням вироку Галина Романова попросила передати своїй подрузі Валентині Круподер сімейну фотокартку, на якій написала прощальні слова своїй сім'ї в містечко Кам'янське, тоді вже визволене від німців.
19 серпня 1944 року Галина Федорівна Романова була страчена на гільйотині.

## Вшанування

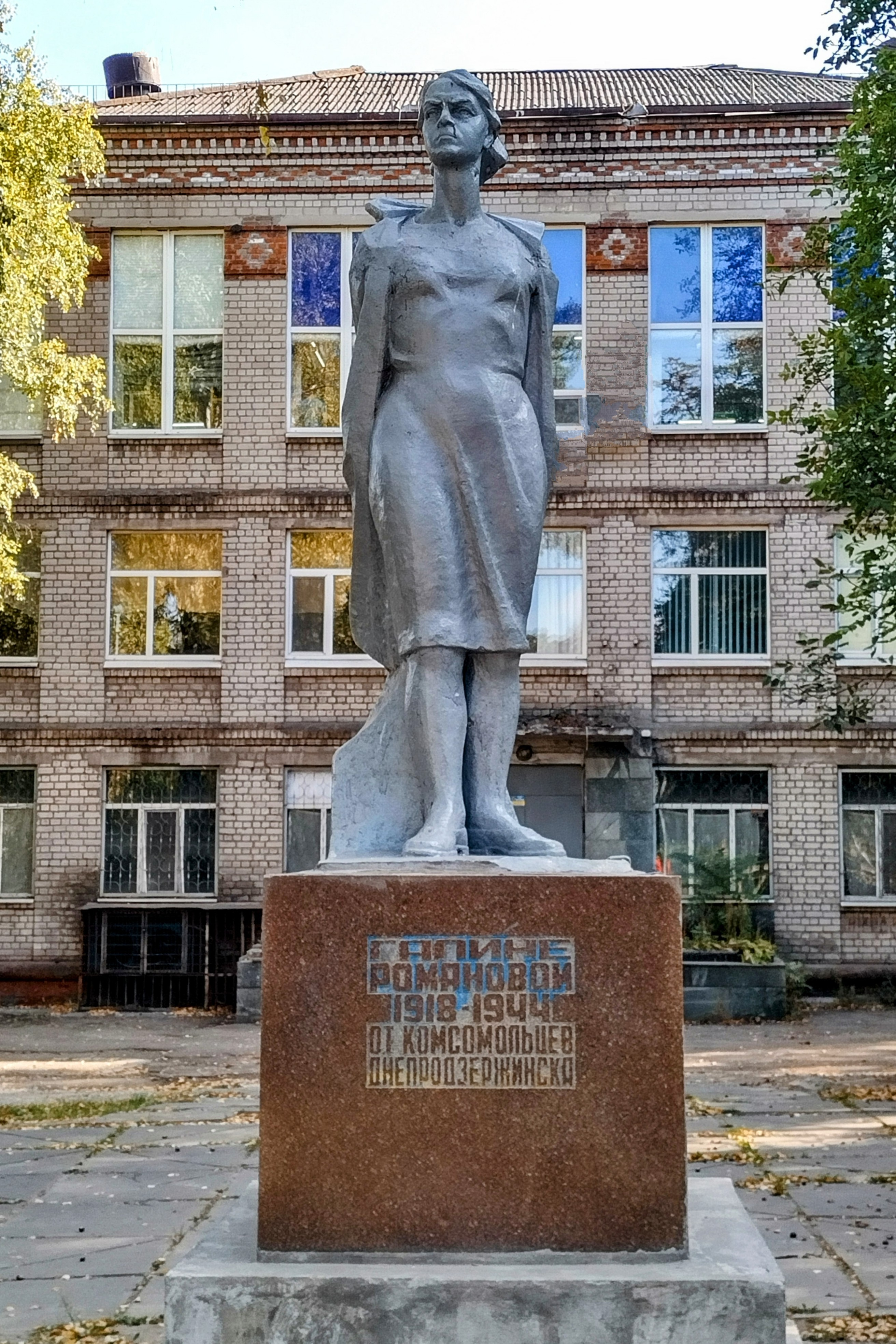
Пам'ятник у Кам'янському.

- Її ім'я носила одна з груп Дніпропетровського медичного інституту.
- У Кам'янському її ім'ям названо вулицю.
- У травні 1965 року під дворі школи-інтернату № 3 міста Дніпродзержинська ій встановлений пам'ятник (скульптор Геогій Левчук)[4].
- Указом Президії Верховної Ради СРСР від 28 вересня 1967 року посмертно нагороджена медаллю «За відвагу».